# Bitagonahalli, Nagamangala
Bitagonahalli là một làng thuộc tehsil Nagamangala, huyện Mandya, bang Karnataka, Ấn Độ.